# شامبول
شامبول (به لاتین: Şambul) یک منطقه مسکونی در جمهوری آذربایجان است که در شهرستان بالاکن واقع شده‌است. شامبول ۲۷۹۸ نفر جمعیت دارد. بیشتر مردم آن از آوارهای قفقازی هستند.
در ایران هم طایفه‌ای آذری‌زبان با نام خانوادگی شامبولی وجود دارد که اصالتاً مربوط به روستایی از دهستان خرقان شرقی واقع در شهرستان آوج استان قزوین هستند.
در فرانسه هم منطقه‌ای به نام شامبول-موزینی وجود دارد که حدود ۳۱۰ نفر جمعیت دارد.

## دین
در مسجد جامع این روستا یک هیئت مذهبی وجود دارد.